# Marzano di Nola
Marzano di Nola è un comune italiano di 1 620 abitanti della provincia di Avellino in Campania.
Il 14 dicembre 2014 gli è stato conferito il titolo di "Città Mariana".

## Geografia fisica
Posto all'estremità orientale della Pianura Campana a nord del Vesuvio, nell'Agro Nolano, attraversato dai Regi Lagni, il paese si trova alla destra del Vallo di Lauro, a poca distanza da Nola.
Confina con i comuni di Liveri, Visciano, Domicella e Pago del Vallo di Lauro. La sede comunale, a 90 m s.l.m., è la meno elevata tra tutti i comuni della provincia.

## Origine del nome
Marzano di Nola è un paese di origine etrusca; ciò è provato da alcuni ritrovamenti tipici della cultura e dell'arte etrusca. Tuttavia è davvero difficile stabilire con certezza l'origine del nome, in quanto le fonti sono molto spesso contrastanti. Essendo la storia di Marzano strettamente collegata a quella della vicina Nola, si fa ricondurre l'etimologia di Marzano come derivante dal nome del prefetto di Nola Marcianus, che rivestì tale carica dall'84 all'86 d.C.
Altri attribuiscono invece il toponimo a Pandolfo di Morezano, padre del giustiziere Gisulfo.
Ancora, alcuni studiosi sostengono invece l'ipotesi secondo la quale Marzano abbia origine osche. Gli Oschi nacquero come fusione tra Sanniti e Opici e si stanziarono in tale luogo in seguito al declino della potenza etrusca. Gli Oschi costituirono tre confederazioni: quella di Nola, della quale Marzano era parte integrante, quella di Capua e quella di Nocera. Nella cultura osca grande rilevanza assumeva la divinità di Mamerte (futuro dio Marte per i romani) e proprio da tale figura deriverebbe il nome. A supporto di ciò ci sarebbero notizie riguardanti il culto del dio Marte nel nolano e soprattutto di un tempio dedicatogli lungo la strada che collegava Nola a Lauro. L'aggiunta "di Nola" è ovviamente identificativa della zona.

## Storia
L'origine del paese è attestata al VII-VI secolo a.C., per notizie riguardanti l'eruzione del 900 a.C. avvenuta tra Avella e Marzano, fattore che costrinse gli Etruschi a spostarsi nella limitrofa Pompei. Il paese seguì le medesime vicende di Nola ed il suo territorio, assieme a quello di Avella, divenne strategico per il collegamento tra la Magna Grecia e la parte interna della penisola italica. Le prime fonti riguardanti il territorio di Marzano di Nola si hanno intorno al 90 a.C. quando subì il saccheggio prima di Silla e poi di Spartaco. Successivamente Marzano fu occupata dai Longobardi fino a far parte, dal 594, della Longobardia minore nella sezione del Gastaldato di Nola. In seguito ad una guerra tra i longobardi ed il ducato di Napoli divenne parte integrante di quest'ultimo.
Nel XIV secolo Marzano vide un incremento della popolazione dovuto al frazionamento degli abitanti di Cicala, i quali, attratti dalla fecondità e produttività della pianura, scesero dalla loro collina e, mentre alcuni fondarono diversi borghi, ad esempio San Paolo e Livardi, altri si accorparono a borghi già esistenti come nei casi di Casamarciano e, appunto, Marzano. Con la costituzione del Regno di Napoli, e poi del Regno delle Due Sicilie, entrò a far parte della Terra di Lavoro, nella sezione del distretto di Nola. Dall'agro nolano partirono i moti carbonari per l'indipendenza italiana e dal 1861 Marzano fu annesso sempre alla provincia di Terra di Lavoro, nel mandamento di Nola. In seguito vi fu lo scioglimento di tale provincia ed i comuni vennero ridistribuiti tra le province di Napoli, Caserta ed Avellino, come nel caso proprio di Marzano di Nola.

### La rivoluzione partenopea
Nel 1799 era parroco di Marzano di Nola don Venanzio della Pietra, il quale rispettava i canoni filoborbonici proferiti dal vescovo di Nola, mons. Monforte. Ovviamente ciò non era gradito ai francesi che il 26 aprile dello stesso anno inviarono una spedizione proprio a Marzano. I marzanesi, venuti a conoscenza di tale situazione, si posizionarono dinanzi alla Torre, punto di accesso al paese, con armi di fortuna. I francesi, ben più preparati al combattimento, li misero in fuga; in particolare, il parroco della Pietra si diresse verso i paesi limitrofi in cerca di aiuto, ma venne ucciso prima di riuscire nel suo compito. Tale evento viene ricordato dalla storia come "Eccidio di Marzano di Nola".

### Lo status di Città Mariana
A testimonianza dell'infinita e secolare fede del popolo marzanese e di quello dei paesi limitrofi verso Maria SS. dell'Abbondanza, il giorno 14 dicembre 2014 il vescovo di Nola, Mons. Beniamino Depalma, proclamò Marzano di Nola "Città Mariana". Questa iniziativa nacque quando Don Leonardo Manuli della Diocesi di Oppido-Palmi si ritrovò in questo luogo in occasione dei festeggiamenti di luglio in onore della Madonna dell'Abbondanza e rimase profondamente colpito e commosso dalla fede immensa del popolo del piccolo paese dell'Agro Nolano.

## Monumenti e luoghi d'interesse

### Chiesa parrocchiale di San Trifone
La chiesa di San Trifone Martire si trova in piazza Marconi ed è ispirata allo stile Barocco campano che risale al XVIII secolo: ha una facciata a capanna, mentre la cella campanaria è a pianta ottagonale, simbolo dell'infinito, ed è sormontata da una cupola che fu fatta costruire dal podestà Giacomo Simonelli e dal parroco don Gennaro Nappi. A quest'ultimo si deve la costruzione anche del cancello in ferro che divide il sagrato dal suolo della piazza. È possibile leggere il nome di don Gennaro ancora oggi sul cartiglio del cancello stesso.
La chiesa, dedicata a San Trifone Martire sin dal 1308, è stata interamente rimodernata dal parroco don Ciccio Coppola. San Trifone è il patrono di Marzano di Nola, ma molti secoli fa il patrono era San Nicola. È possibile supporre che la chiesa dedicata a San Nicola insistesse sull'attuale chiesa di San Trifone, ma pare fosse invece posizionata qualche metro più a destra, di dimensioni maggiori rispetto all'attuale edificio di culto. Inizialmente, la chiesa di San Trifone non era grande come ora, ma costituita da una semplice cappella dedicata a San Francesco, poi ampliata. La statua del santo assisiate ivi conservata venne ritrovata priva di testa e braccia e venne integrata da un artista locale, Domenico Castaldo. È possibile ipotizzare come la navata centrale della chiesa fosse inizialmente divisa dal presbiterio grazie ad una balaustra, cioè un piccolo cancello, probabilmente rimossa durante l'ammodernamento. Sempre nella navata centrale sono presenti due cripte dove venivano sepolti i fedeli e, dietro l'altare, i sacerdoti.
I dipinti più importanti presenti nella chiesa sono I quattro evangelisti, nei pennacchi della cupola, la settecentesca grande Tela di San Trifone, sul soffitto – ridipinti da Salvatore Caliendo (1877-1955) negli anni Trenta –, Battesimo di Gesù, Re Davide, Gesù prega nell'orto, Adorazione del SS. Sacramento e San Pietro e Paolo; le statue più importanti sono invece l'Immacolata, San Giuseppe ed Ecce Homo (tutte del XVIII secolo).

### Santuario di Maria SS. dell'Abbondanza (XV-XVIII secolo)
Il Santuario di Maria Santissima dell'Abbondanza è situato su uno sperone di roccia lungo la collina che fa da contorno al paese.
Sul portale di pietra è scolpita una data (1453), tuttavia per avere primi ritrovamenti scritti riguardanti il santuario bisogna attendere il 7 dicembre 1604, quando papa Clemente VIII affiliò la congrega di Maria SS. Dell'Abbondanza all'arciconfraternita del SS. Nome di Maria a Roma.
Si hanno successivamente conferme scritte anche da parte dei papi Innocenzo XI (1688) e Innocenzo XIII (1721).
Nel 1773 il vescovo di Nola Filippo Lopez definì la struttura “una chiesa grande, vetusta e magnifica” e scrisse di un'immagine “grandemente venerata dai paesani e dai forestieri” e di “un'antica congrega laicale con 280 fratelli”.
L'immagine venerata nel Santuario fu incoronata il 29 luglio 1778 nella diocesi di Nola dal capitolo Vaticano, il quale donò le corone d'oro.
Nel 1830 si hanno notizie riguardanti un terribile incendio che colpì il santuario.
All'esterno è presente un ampio scalone a due rampe.
La navata è ornata da stucchi e tele posti sulle pareti mentre in alto è presente un'artistica tela ritraente la vergine con angeli e confratelli della congrega.
Nell'abside è presente un tempietto del 1818 con la statua della Madonna dell'Abbondanza, mentre l'antico quadro originale della Madonna è conservato nella sagrestia.

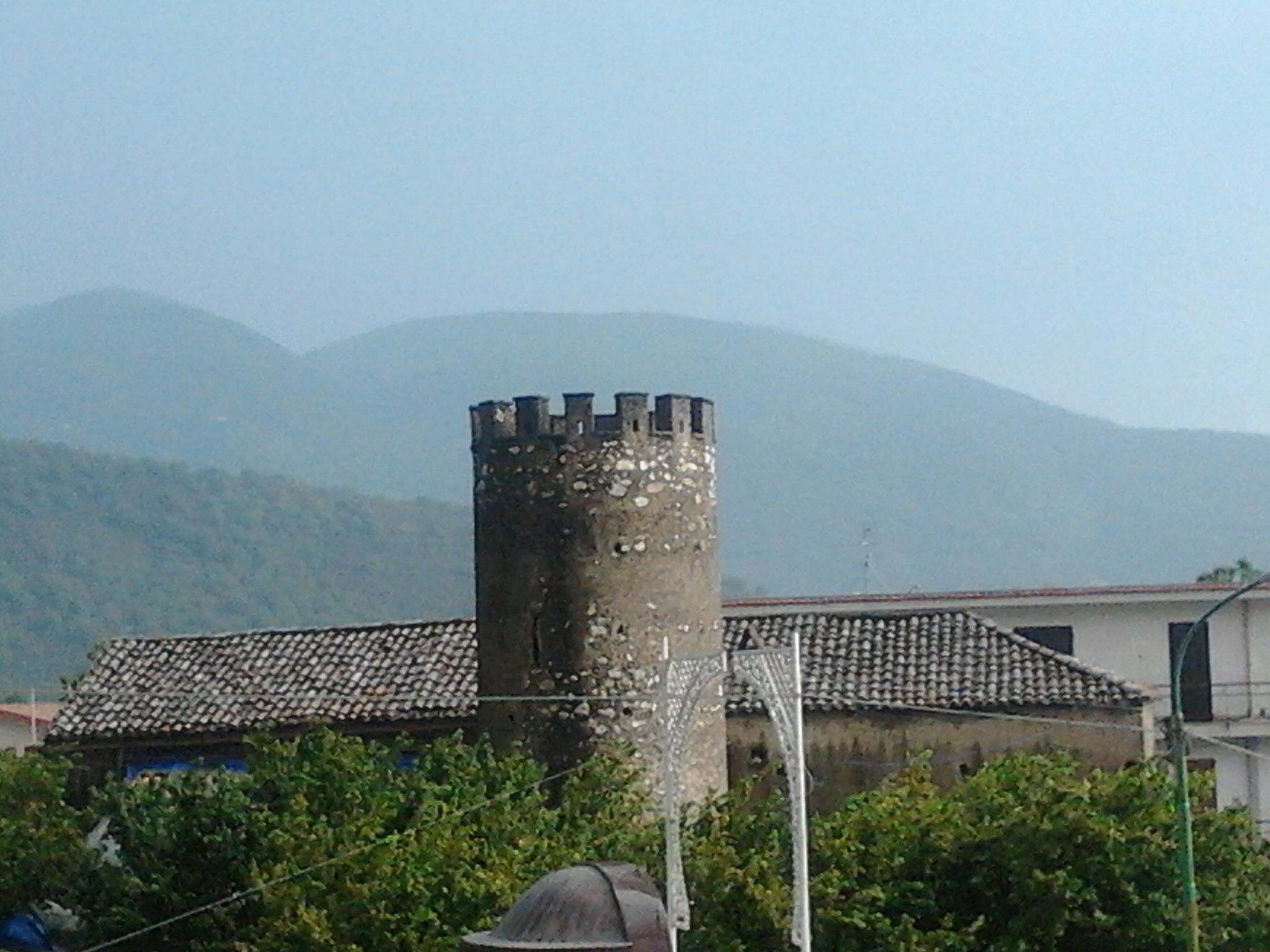
La torre

### Torre Medievale
La torre etrusca, o turris martiani, ha un'origine trecentesca, ed è appartenuta agli Orsini, ai San Severino, ai Pignatelli ed ai Lancellotti, gli attuali proprietari. Tale edificio ha rivestito un ruolo importante in quanto era usato come strumento di avvistamento ed è stato coinvolto negli eventi dell'eccidio di Marzano di Nola del 1799.

### Antica villa romana
A Marzano di Nola è presente un'antica villa di origine romana, datata al III-IV secolo d.C. ed oggi adibita a ristorante. È comunque possibile vedere le varie suppellettili dell'epoca.

## Società

### Evoluzione demografica
Abitanti censiti

### Tradizioni e folclore

#### Festa dedicata a Maria SS. dell'Abbondanza
Le fonti testimoniano come la festa dedicata a Maria SS. dell'Abbondanza si sia tenuta almeno dagli inizi del Settecento.
I festeggiamenti hanno inizio col quaresimale – ossia 40 giorni prima della festa che si tiene l'ultima domenica di luglio –, quando il quadro ritraente la Madonna viene portato in processione dal Santuario a piazza Guglielmo Marconi, luogo nel quale viene esposto fino alla fine dei festeggiamenti. La festa vera e propria ha inizio con il novenario, che termina l'ultimo venerdì di luglio. Nel giorno precedente vengono suonate le campane del Santuario per tutta la notte, proprio per testimoniare l'avvicinarsi della festa. Il sabato la statua della Madonna viene portata in processione e depositata su un altare all'interno della chiesa parrocchiale. Nella giornata di domenica la statua viene ricoperta di oro per poi essere portata in processione nei giorni di lunedì e di martedì attraversando l'intero paese. Mercoledì la statua viene riportata al Santuario. Durante questi giorni di festa è presente anche un programma di festa civile, con concerti di cantanti di importanza nazionale e l'esibizione di alcune bande musicali provenienti da altre zone della penisola.

#### Festa patronale
Il 10 novembre si tiene la festa in onore di San Trifone Martire, patrono del paese. In serata la statua del santo viene portata in processione per il paese. In seguito, dopo la santa messa, si tiene un concerto di un noto cantante.

## Infrastrutture e trasporti

### Strade
- L'ex strada statale 403 del Vallo di Lauro attraversa gran parte del territorio comunale sotto la denominazione di "Via Nazionale".

## Amministrazione

### Gemellaggi
- Adelfia, per il culto di San Trifone Martire
- Bibbiano
- Cursi, per il culto della Madonna dell'Abbondanza